# 1460 Haltia
1460 Haltia è un asteroide della fascia principale. Scoperto nel 1937, presenta un'orbita caratterizzata da un semiasse maggiore pari a 2,5417287 UA e da un'eccentricità di 0,1892786, inclinata di 6,69289° rispetto all'eclittica.
L'asteroide prende il nome dal monte Halti, il punto più alto della Finlandia.